# 福伊特·沙劳
福伊特·沙劳（匈牙利語：Fojt Sára，2003年12月3日—），匈牙利女子皮划艇运动员，2022年世界U23皮划艇竞速锦标赛女子四人皮艇500米银牌得主和混合双人皮艇500米铜牌得主、2024年夏季奥林匹克运动会女子双人皮艇500米和女子四人皮艇500米铜牌得主。